# Glyphodes onychinalis
Glyphodes onychinalis là một loài bướm đêm thuộc họ Crambidae. Nó có nguồn gốc ở khu vực Á-Phi, bao gồm Ấn Độ, Sri Lanka, Hồng Kông, Thái Lan, Indonesia, Nhật Bản, Úc (miền bắc Territory và Queensland) và New Zealand, nhưng đã được ghi nhận ở California từ năm 2000.
Sải cánh dài khoảng 15 mm. Bướm lớn có hoa văn màu nâu và màu trắng nổi bật.
Ấu trùng ăn jasmine, Nerium oleander, Gomphocarpus fruticosus và có lẽ cũng ăn cây khác.